# Lars Theodor Jonsson
Lars Theodor Jonsson (ur. 10 listopada 1903 we Frostviken, zm. 11 października 1998 w Strömsund) – szwedzki biegacz narciarski, brązowy medalista mistrzostw świata.

## Kariera
Igrzyska w Sankt Moritz w 1928 roku był pierwszymi i zarazem ostatnimi igrzyskami w jego karierze. W swoim jedynym starcie na tych igrzyskach, w biegu na 18 km techniką klasyczną zajął siódme miejsce, tracąc do zwycięzcy, Johana Grøttumsbråtena z Norwegii, blisko pięć minut.
W 1934 roku wystartował na mistrzostwach świata w Sollefteå. Osiągnął tam największy sukces w swojej karierze wspólnie z Allanem Karlssonem, Nilsem-Joelem Englundem i Arthurem Häggbladem zdobywając srebrny medal w sztafecie 4 × 10 km. Jonsson był ponadto mistrzem Szwecji w biegu na 15 km w 1933 roku oraz na 30 km w 1935 roku.

## Osiągnięcia

### Igrzyska olimpijskie
| Miejsce | Dzień     | Rok  | Miejscowość  | Konkurencja             | Wynik   | Strata | Zwycięzca            |
| ------- | --------- | ---- | ------------ | ----------------------- | ------- | ------ | -------------------- |
| 7.      | 17 lutego | 1928 | Sankt Moritz | 18 km stylem klasycznym | 1:37:01 | +4:58  | Johan Grøttumsbråten |

### Mistrzostwa świata
| Miejsce | Dzień     | Rok  | Miejscowość | Konkurencja             | Czas biegu | Strata | Zwycięzca        |
| ------- | --------- | ---- | ----------- | ----------------------- | ---------- | ------ | ---------------- |
| 22.     | 28 lutego | 1930 | Oslo        | 17 km stylem klasycznym | 1:19:58    | +5:33  | Arne Rustadstuen |
| 19.     | 1 marca   | 1930 | Oslo        | 50 km stylem klasycznym | 3:53:14    | +22:25 | Sven Utterström  |
| 7.      | 21 lutego | 1934 | Sollefteå   | 18 km stylem klasycznym | 1:04:29,0  | +2:22  | Sulo Nurmela     |
| 3.      | 25 lutego | 1934 | Sollefteå   | Sztafeta 4 × 10 km      | 2:40:28    | +12:39 | Finlandia        |